# Andrena fulvitarsis
Andrena fulvitarsis là một loài Hymenoptera trong họ Andrenidae. Loài này được Brullé mô tả khoa học năm 1832.